# NGC 3740
NGC 3740 је спирална галаксија у сазвежђу Велики медвед која се налази на NGC листи објеката дубоког неба.
Деклинација објекта је + 59° 58' 36" а ректасцензија 11h 36m 12,1s. Привидна величина (магнитуда) објекта NGC 3740 износи 14,1 а фотографска магнитуда 15,0. NGC 3740 је још познат и под ознакама UGC 6573, MCG 10-17-23, CGCG 292-8, SBS 1133+602, PGC 35883.